# Programa de Aprendizaje Permanente
El Programa de Aprendizaje Permanente (PAP) fue un mecanismo de financiación europeo en materia de educación y formación vigente entre 2007 y 2013, y sustituido en 2014 por el programa Erasmus+.

## Introducción
El Programa de Aprendizaje Permanente fue establecido mediante la Decisión n.º 1720/2006/CE del Parlamento Europeo y del Consejo de 15 de noviembre de 2006.
A lo largo del periodo cubierto por el marco financiero plurianual de 2007-2013 de la Unión Europea, fue el instrumento único con el que contaba la Comisión para financiar sus políticas en materia educativa y formativa. El programa asumió las iniciativas emprendidas por programas de acción anteriores, en particular, integró las iniciativas anteriormente financiadas a través de los programas Sócrates (1994-1999, sucedido a su vez por Sócrates II en 2000-2006) y Leonardo da Vinci. Contó con seis subprogramas:
- Programa Comenius, acciones dirigidas a los niveles de educación infantil, primaria, secundaria y bachillerato o equivalente;
- Programa Erasmus, acciones dirigidas a la educación superior consistentes en la movilidad de estudiantes y la cooperación entre universidades;
- Programa Leonardo da Vinci, acciones dirigidas a la formación profesional, incluida la movilidad de estudiantes y la cooperación entre centros;
- Programa Grundtvig, acciones dirigidas a la educación de adultos;
- Programa transversal, que cubría actividades de cuatro áreas temáticas (desarrollo de políticas, aprendizaje de idiomas, tecnologías de la información y de la comunicación y difusión y valoración de resultados) a lo largo de todos los sectores de la educación.
- Programa Jean Monnet, instituciones y acciones orientadas a la integración europea.

## Objetivos
Los objetivos del PAP son, primero, contribuir al desarrollo de un aprendizaje permanente de calidad (una referencia a los primeros párrafos de los artículos 149 y 150 de los Tratados de Roma, que establecen en estos términos las responsabilidades de la Unión Europea), y además contribuir a que los países miembros de la Unión Europea desarrollen sus propios sistemas de educación y formación profesional. Aunque los objetivos se definen en términos abstractos, quedan apuntalados por acciones centradas en la creación de vínculos entre personas, instituciones y países en materia de educación y formación profesional, lo que el programa denomina «dimensión europea» en este ámbito.

## Acciones financiadas por el programa
El programa financia intercambios y conexiones entre personas, instituciones y países de la Unión Europea y del Espacio Económico Europeo.

### Intercambios entre individuos
Algunos ejemplos son:
- Intercambios de estudiantes de entre 3 y 12 meses a través del programa Erasmus, por el que los estudiantes dejan su universidad de origen y cursan una parte acordada de sus estudios en una universidad de otro país, sin que ello suponga un desembolso de tasas adicionales. Los estudios cursados en el otro país son plenamente reconocidos en la universidad de origen.[4]
- Cursos de capacitación en servicio en educación escolar o de adultos. Los programas Comenius y Grundtvig proporcionan prácticas para que estudiantes de formación profesional puedan completar sus capacidades en otro país.

### Intercambios entre instituciones
Algunos ejemplos son:
- Desarrollo de asociaciones entre escuelas de distintos países (asociaciones escolares Comenius) para desarrollar proyectos conjuntos que implican al alumnado.[5]
- El programa Grundtvig cuenta con proyectos similares en el campo de la educación de adultos.[6]
- Proyectos conjuntos desarrollados por universidades de distintos países para coordinar sus currículos académicos, desarrollar programas intensivos de corto plazo o establecer redes temáticas en distintas disciplinas

- Joint projects run by universities in different countries to develop joint curricula, run short-term intensive programmes, or establish thematic networks in different disciplines[7]

### Vínculos entre países
Algunos ejemplos son:
- Visitas de estudios para gestores de la educación y formación a nivel regional o nacional.[8]
- Redes de expertos nacionales que colaboren en temas de interés común.[9]
- Publicación de estadísticas comparables para evaluar el progreso de los distintos sistemas de educación y formación profesional de los países miembros.[10]

## Funcionamiento del programa
La gestión del programa está muy descentralizada y repartida en una red de «agencias nacionales» nominadas por los países participantes. Todos los mecanismos de movilidad, asociaciones y proyectos multilaterales se financian a través de estas agencias. Un número limitado de proyectos está centralizado y gestionado por la propia Comisión Europea o a través de su Agencia Ejecutiva en el ámbito Educativo, Audiovisual y Cultural, una agencia pública financiado por la Comisión y que opera en su nombre.

## Presupuesto
El programa contó con un presupuesto total orientativo de 6970 millones de euros a lo largo de los siete años comprendidos entre 2007 y 2013. Las asignaciones mínimas para cada uno de los subprogramas quedaron fijadas en el anexo B.11 de la decisión como sigue:
- Comenius: 13% (906 millones de euros)
- Erasmus: 40% (2788 millones de euros)
- Leonardo da Vinci: 25% (1743 millones de euros)
- Grundtvig: 4% (279 millones de euros)

El presupuesto restante está destinado a otras acciones y a sufragar los costes administrativos. La experiencia de programas anteriores sugiere que el presupuesto total será sobrepasado ligeramente, como ya ocurrió en los anteriores programas Sócrates y Leonardo da Vinci.[actualizar]